# 文化放送ブレーン
文化放送ブレーン株式会社（ぶんかほうそうブレーン）は、かつて存在した日本の就職情報サービス会社。1990年代には就職情報サービスで業界4位の企業だった。2000年以降、事業再編と社名変更を繰り返し、2006年に不動産会社SBIパートナーズとしてSBIホールディングスと合併し、解散した。

## 沿革
1973年10月、文化放送のグループ会社、文化放送開発センターが採用広告事業を開始したのが始まりで、1975年に文化放送ブレーンとして独立し、旺文社系の就職情報会社となった。以後、巻末に資料請求用のはがきを付けた学生向け企業情報誌・看護師求人誌の発行や、それに関連するイベントの運営や人材紹介・人材派遣などへと事業の幅を広げるようになる。1980年代後半の人手不足に伴う求人広告の急増で業績を急拡大、1991年11月に株式を店頭公開した。しかし、店頭公開を前にバブル景気が崩壊し、株価は公募価格を下回った。その後、景気悪化で企業の採用意欲が冷え込み業績が悪化、1994年3月期には最終赤字となり、以後は赤字が常態化する。
1995年4月1日、フジテレビジョンの上場準備のための資本関係の整理に伴う株式の移動のため、筆頭株主が旺文社グループからフジテレビジョンに移動し、フジサンケイグループの傘下となる。フジテレビジョンは、上場に先立ち株式の過半数を所持していたニッポン放送の持ち株比率を下げる必要から、同4月1日付で第三者割当増資を行っており、旺文社グループが増資を引き受ける代わりの現物出資として文化放送ブレーン株がフジテレビジョンに譲渡された。これは、旺文社グループ側から見れば、赤字子会社の文化放送ブレーンを処分した上に、優良企業のフジテレビジョン株が手に入ることになり、極端に旺文社グループ側に有利な取引となった。そのため、この取引は、フジサンケイグループの鹿内家との経営権争いにおける、旺文社グループを率いる赤尾好夫の協力に対する見返りだったとも言われる。その後数年、文化放送ブレーンが更なる身売り先を探しているのは半ば業界の常識となっていた。
1999年10月、賃貸住宅ニュース社（現・CHINTAI）会長の佐藤茂が、株式公開買付け（TOB）により文化放送ブレーン株の過半数を取得した。これは、同年春に、フジテレビジョンから大株主を代表として賃貸住宅ニュース社へ株式売却の申し出があったことを受けたものだという。賃貸住宅ニュース社側の思惑としては自社の賃貸情報サービスに加え就職情報サービスに進出することで、第二のリクルートを築く戦略であった。しかし、フジテレビジョンや旺文社グループが文化放送ブレーン株を手放したことを機に、銀行が文化放送ブレーンとの株式持ち合いの解消に動き出し、株式の引き取り手が必要となったことから、当時ソフトバンクの子会社だったソフトバンク・インベストメント(現・SBIホールディングス)の支援を仰ぐこととなる。佐藤茂は、2000年3月に文化放送ブレーンの会長に就任する予定であったが、代わってソフトバンク・インベストメント社長の北尾吉孝が会長に就任した。ソフトバンク・インベストメントは佐藤茂からの株式譲渡、第三者割当増資などにより、2000年4月には、文化放送ブレーンの筆頭株主となる。文化放送ブレーンは、同年6月の株主総会で社名変更と新事業進出を盛り込んだ定款変更を提案したが、この時点では依然合わせて株式の38％を持っていた佐藤茂と弟の鉄也の兄弟が、ソフトバンク主導の経営再建計画に反発し、否決される。再建計画では新規事業のパソコンの割賦販売とインターネット接続事業を黒字化の前提としていたが、佐藤茂はその実現性に懐疑的だった。もっとも、経営側は、新規事業は定款の変更がなくても開始可能としていた。否決後、佐藤茂、鉄也兄弟の説得が行われ、2000年10月の臨時株主総会で、改めてブレーンドットコムへの社名変更と新規事業を盛り込んだ定款変更を提案し可決された。また同月、佐藤茂、鉄也兄弟の所有株式の大半がソフトバンク・インベストメント傘下のファンドに譲渡されたことが発表された。2000年12月20日、文化放送ブレーンは、ブレーンドットコムに社名変更された。
2001年8月には、新興出版社のディジットと合併し、ディジットブレーンに社名変更。ディジットは、パソコン、グラビアアイドル、求人情報、結婚の月刊誌を発行しており、求人誌『アイキャリア』に関して両社は合併の前年から提携関係にあった。ソフトバンクグループ側は第二のリクルートを作る構想を持っており、新会社でネットや雑誌を通じた就職、結婚など生活情報を総合的に提供すること目指した。北尾は、合併に際し「合併会社を軸に幅広く生活情報を提供し、リクルートを超えたい」と語っている。なお、前年に新規事業として始められたパソコン販売は、合併の際のリストラで不採算事業として撤退した。合併後、ディジットブレーンは、ネットと雑誌メディアが融合した情報ビジネスを掲げて、急速な事業拡大を目指したものの、黒字化の目途は立たず、合併から1年後の2002年8月にディジット出身の社長を降格、ソフトバンク・インベストメント出身の社長に交代し、ソフトバンクの主導で経営再建を進めることとなった。
2004年にメガブレーン、2005年にSBIパートナーズへ社名変更。2005年までに祖業である就職情報サービスから撤退し、不動産関連事業中心に転換。2006年3月、SBIホールディングス（2005年にソフトバンク・インベストメントから社名変更）がソフトバンクグループを離脱したことを機にした子会社再編により、SBIホールディングスへ吸収合併、消滅し、31年の歴史に幕を閉じた。

## 年表
- 1975年（昭和50年）1月17日 - 株式会社文化放送開発センターから分離・独立し、株式会社文化放送ブレーンとして設立。
- 1991年（平成3年）11月25日 - 株式を店頭登録。
- 1995年（平成7年）4月1日 - 旺文社グループからフジサンケイグループの傘下となる。
- 1999年（平成11年）10月 - 賃貸住宅ニュース社経営陣が株式公開買付けにより株式の過半数を取得。
- 2000年（平成12年）
  - 4月 - ソフトバンク・インベストメントが筆頭株主となる。
  - 12月20日 - 株式会社ブレーンドットコムに社名変更。
- 2001年（平成13年）8月1日 - 株式会社ディジットと合併、株式会社ディジットブレーンに社名変更。
- 2004年（平成16年）
  - 7月1日 - 株式会社メガブレーンに社名変更。
  - 11月 - 不動産及びM&A関連事業立ち上げ[19]。
  - 12月 - 店頭登録制度廃止により、株式をジャスダックに上場。
- 2005年（平成17年）4月 - SBIパートナーズ株式会社に社名変更、就職関連事業から全面撤退。
- 2006年（平成18年）3月1日 - SBIホールディングス株式会社と合併、解散[20]。

## 関連会社

### 2005年6月時点の関連会社
- ホメオスタイル
- エスビーアイ・ホームプランナー
- SBIプロパティ・アドバイザーズ
- パートナーズ・インベストメント
- エスエフ・リアルティ　など

### かつての関連会社
- 東京プロデュース（結婚式場紹介）[21]
- アイタウン（東芝との合弁会社）[21]
- 創造生活[21]
- フォリアル